# His Enemy, the Law
Pour plus de détails, voir Fiche technique et Distribution.
His Enemy, the Law est un film américain réalisé par Raymond Wells, sorti en 1918.

## Synopsis
Lorsque le Capitaine Jack Rogers revient de la Guerre de Sécession, il apprend que le père de sa fiancée, Sarah Catherwood, refuse le mariage car il est trop pauvre. Il part alors chercher fortune dans l'Ouest, mais il apprend bientôt que Sarah a épousé Randolph, un de ses anciens prétendants. Il se marie, mais ce mariage est si peu heureux qu'il quitte le domicile conjugal après quelques années, en emmenant son fils John. Il devient hors-la-loi et est tué à la suite d'une attaqua de diligence. Le shérif adopte le jeune John, mais celui-ci grandit dans une haine de la loi. Il devient avocat et défend des criminels, sachant bien qu'ils sont coupables. Un jour, Sally Randolph, la fille de Sarah, lui demande de défendre son amant accusé de meurtre. John le fait libérer, mais lorsque Sally apprend qu'il était vraiment coupable, elle rompt avec lui. John et Sally finissent par découvrir la relation qui existait entre leurs parents et ils décident de vivre ensemble la vie qui avait été refusée à Jack et Sarah.

## Fiche technique
- Titre original : His Enemy, the Law
- Réalisation : Raymond Wells
- Scénario : George Elwood Jenks
- Photographie : Gus Peterson
- Société de production : Triangle Film Corporation
- Société de distribution : Triangle Distributing Corporation
- Pays d'origine :  États-Unis
- Langue originale : anglais
- Format : noir et blanc — 35 mm — 1,37:1 — Film muet
- Genre : drame, Western
- Durée : 50 minutes (5 bobines)
- Dates de sortie :  États-Unis : 16 juin 1918
- Licence : Domaine public

## Distribution
- Jack Richardson : Capitaine Jack Rogers / John Rogers
- Irene Hunt : Sarah Catherwood / Sally Randolph
- Jack Livingston : Arthur Mason
- Graham Pettie : Jim Dawson
- Dorothy Hagan : Jane Allen
- Walt Whitman : Catherwood